# Zellhofstraße 1

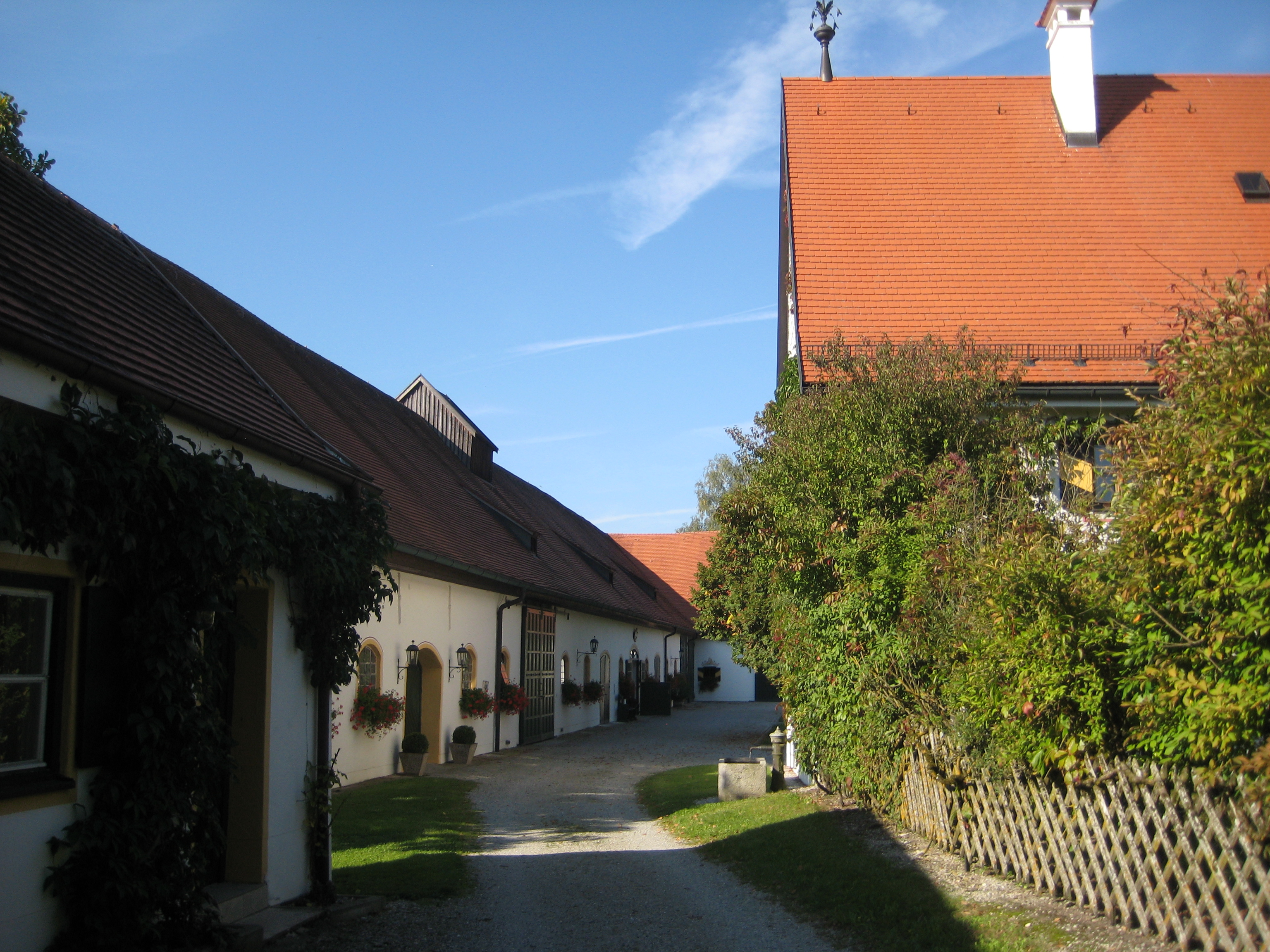
Zellhof

Der Zellhof ist eine alte Hofanlage am rechten Amperufer im Schöngeisinger Gemeindeteil Zellhof  im oberbayerischen Landkreis Fürstenfeldbruck.
Zum heutigen Haufenhof gehören:

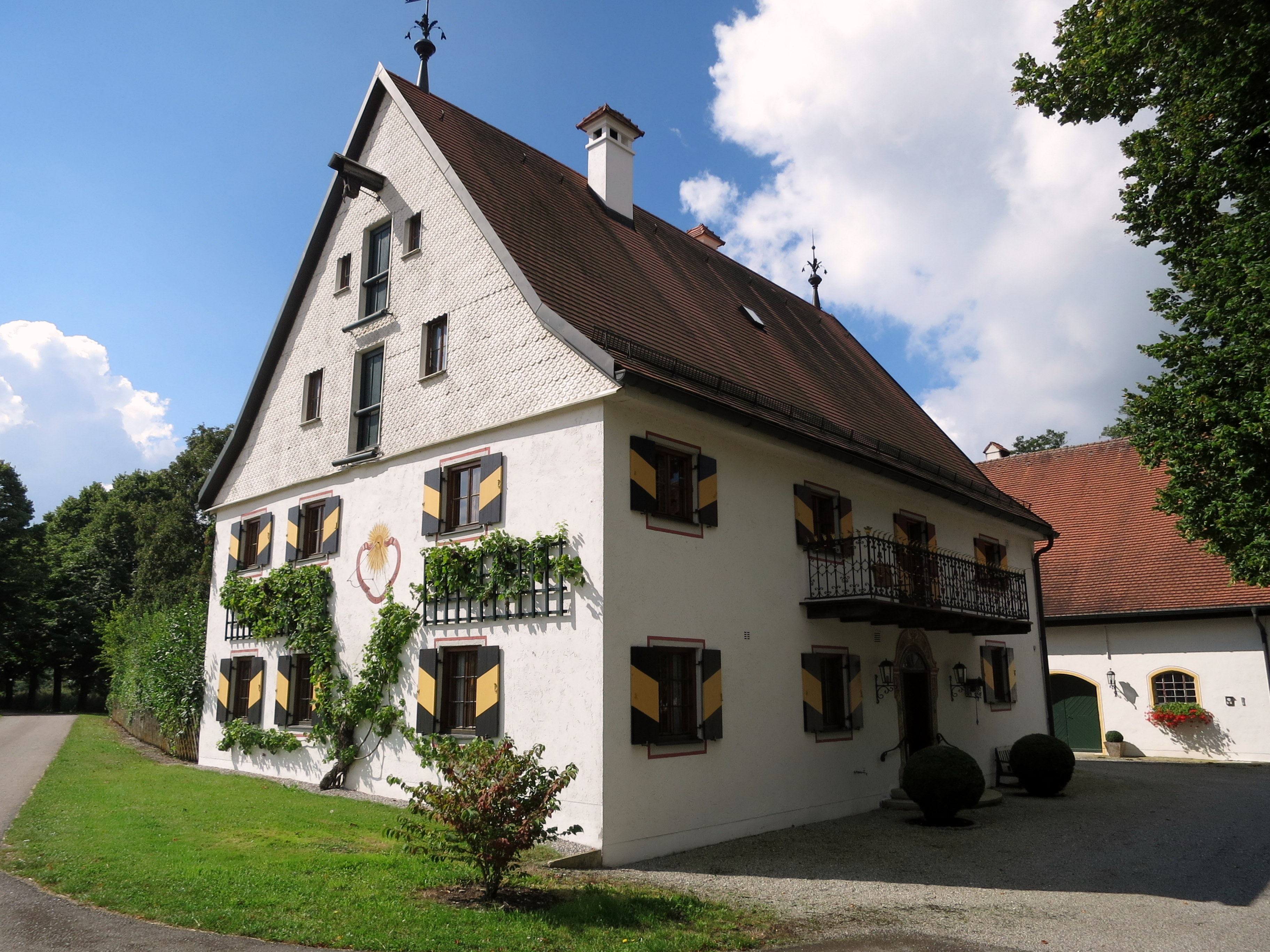
Gutshaus in der Zellhofstraße 1

- das Gutshaus, ein zweigeschossiger Putzbau mit steilem Satteldach und doppelter Kranluke am Giebel, mit Baudatum 1830, im Kern aus dem 18. Jahrhundert,
- der Stallstadel, ein zweiflügeliger verputzter Satteldachbau, um 1870 entstanden,
- die ehemalige Käserei, ein schmaler, erdgeschossiger Massivbau mit Satteldach, im Kern noch aus dem 18. Jahrhundert, sowie
- das Generatorenhaus, ein verbretterter Holzständerbau mit Transmissionsgaube, von 1902.

Die gesamte Anlage steht unter Denkmalschutz.

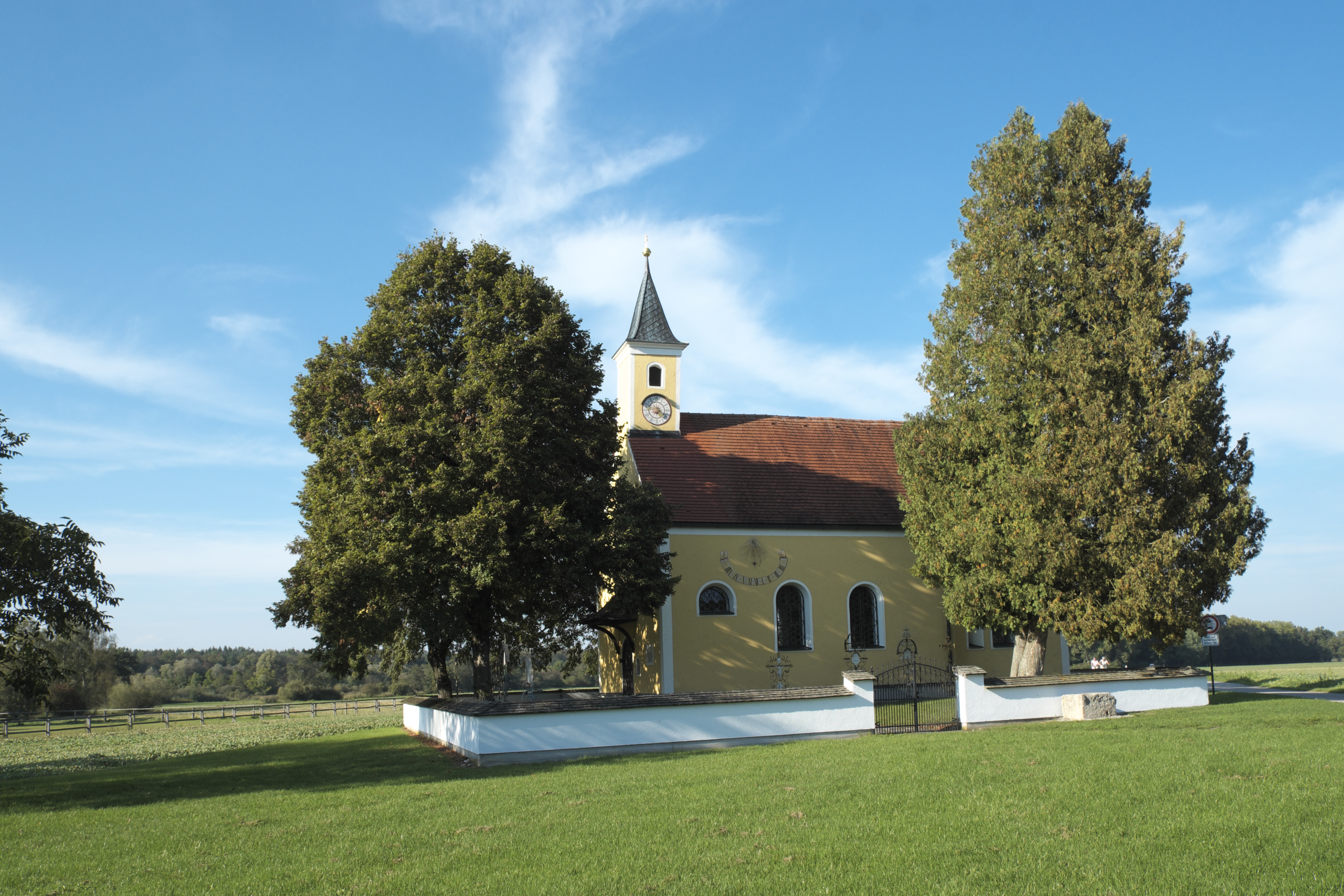
Kapelle St. Vitus und Friedhof

Die katholische Kapelle St. Vitus ist auch Teil des Ensembles. Sie ist ein romanischer Saalbau mit eingezogenem, gerade schließendem Chor und Dachreiter aus dem 12. oder 13. Jahrhundert, im 17./18. Jahrhundert erweitert und barockisiert. Zusammen mit einem kleinen, ummauerten, 1923 aufgelassenen Friedhof mit Gräbern aus dem 18. bis 20. Jahrhundert steht auch diese unter Denkmalschutz.

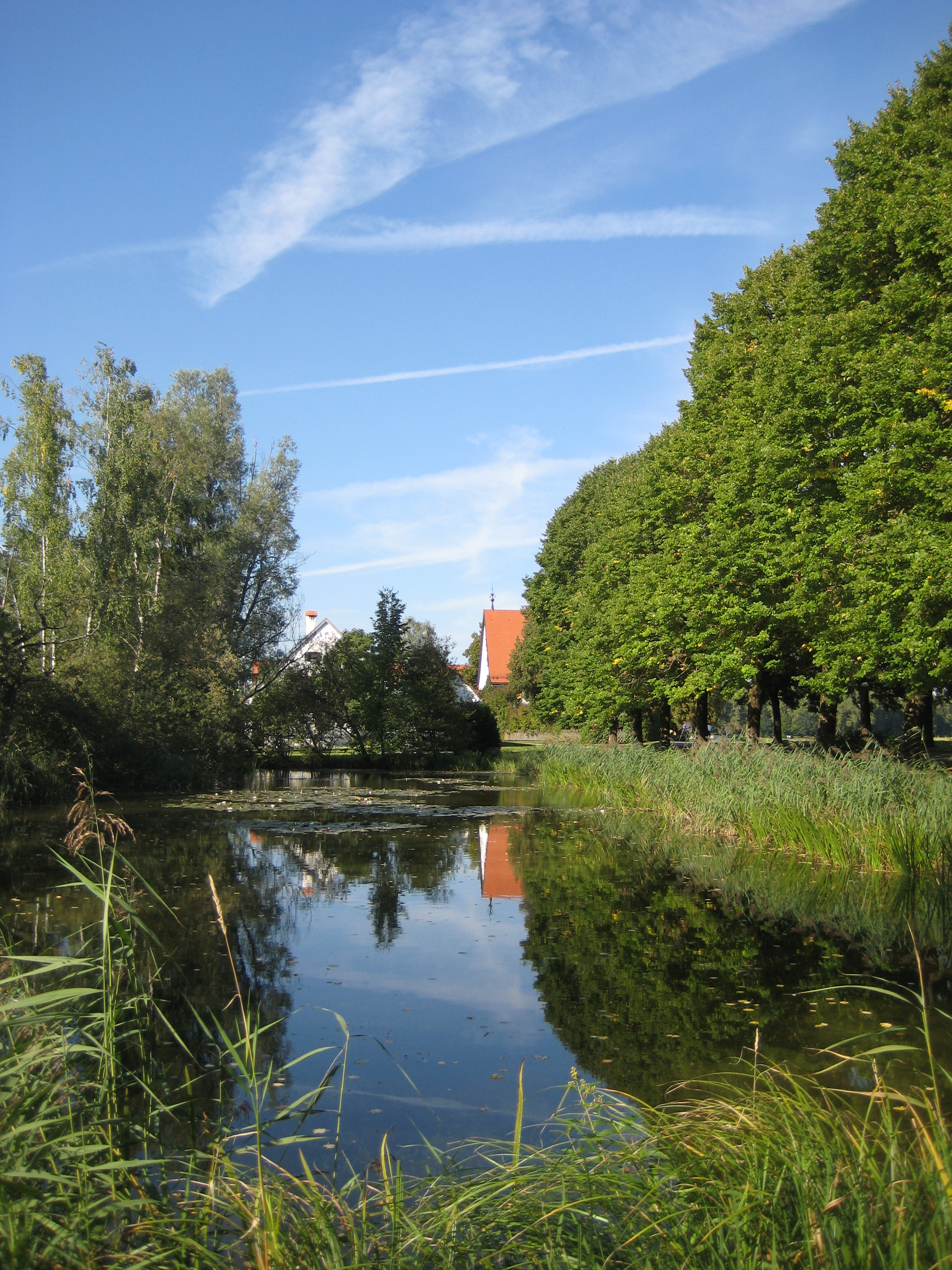
Zellhofweiher

Zum Zellhof gehört der Zellhofweiher, ein gut eingewachsener alter Fischweiher, der heute als Laichgewässer für mehrere Amphibienarten dient, insbesondere zahlreiche Erdkröten, die hier im Frühjahr ihren Laich ablegen. Im Winterhalbjahr wird der zugefrorene Weiher zum Eisstockschießen genutzt. Der Weiher wird vom Zellhofgraben und dieser wiederum von der Amper gespeist.
Südlich des Zellhofs erstreckt sich eine nach Westen ausgerichtete Hanglage, der Zellhofhang. Die Kombination aus nährstoffarmem Boden und starker Besonnung hat hier einen artenreichen Kalkmagerrasen mit Sonnenröschen, Büschel-Glockenblume, Berg-Haarstrang und anderen infolge der landwirtschaftlichen Intensivierung und starker Bautätigkeit im Landkreis Fürstenfeldbruck selten gewordenen Arten entstehen lassen.

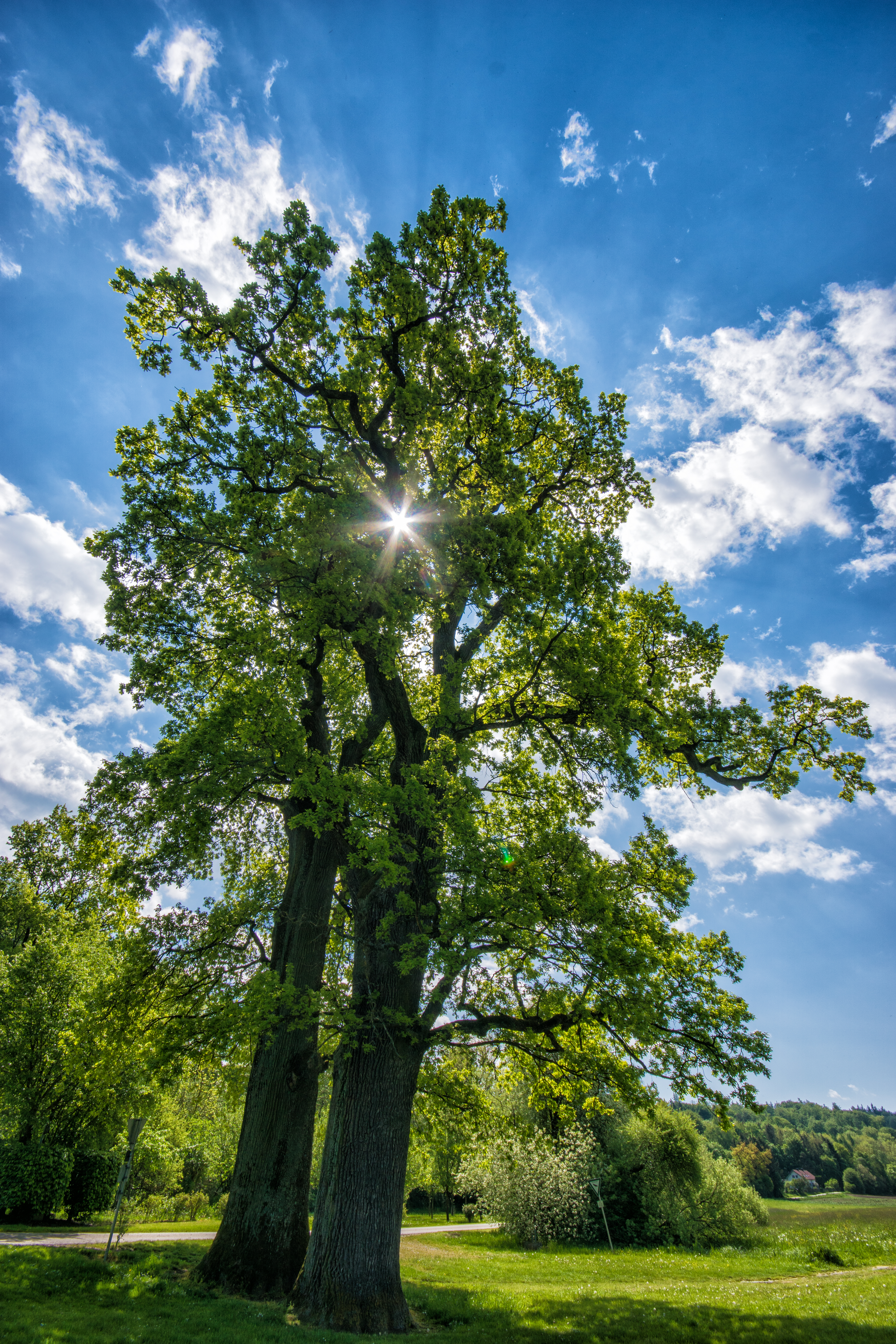
Zellhofeichen

Südlich des Zellhofs stehen die Zellhofeichen, ein großes, etwa 300 Jahre altes, auf einer Wiese stehende Eichenpaar, das wegen seines landschaftsprägenden Charakters und Alters 1988 als Naturdenkmal unter Schutz gestellt wurde. Die Stämme weisen jeweils einen Durchmesser von ca. 1,5 Meter auf.

## Geschichte
Etwa 100 Meter vom Zellhof verläuft die Via Julia, die alte Römerstraße von Iuvavum (Salzburg) nach Augusta Vindelicorum (Augsburg). Ganz in der Nähe befand sich auch eine römische Brücke über die Amper und die Wegestation ad Ambra. Die Anlage selbst geht möglicherweise auf eine römische Villa oder den Sitz eines Beneficiarius zurück. Trotz der Nähe römischer Anlagen kamen aber aus der Zeit nur verstreute Münzfunde ans Licht.
Erste urkundliche Erwähnungen der Anlage beziehen sich auf das 9. Jahrhundert, als Bischof Arnold von Freising zwischen 876 und 883 seinem Vasallen Jakob Landbertcella, einen Hof mit Haus und Gebäuden, drei Huben Ackerland und 60 Joch Wald, Wiesen und weiterem Land überlässt. Der Name Landbertcella geht eventuell auf Lantpert von Freising, einen Nachfolger Arnolds, zurück.
Im 14. Jahrhundert dann war das Gut im Besitz der Küchenmeister, eines Münchner Ministerialengeschlechts, und kam 1388 in den Besitz des Klosters Fürstenfeld, bei dem es bis 1803 blieb. Mit der Säkularisation des Kirchengutes wurde der bayerische Staat Besitzer von Zellhof, der hier im 19. Jahrhundert ein Remontegut betrieb, also eine Pferdezucht für militärische Zwecke. 1920 kam der Zellhof an den Wittelsbacher Ausgleichsfonds. Die Anlage mit 310 Tagwerk Acker, Wiese und Weideland blieb dann bis 1970 im Besitz des Hauses Wittelsbach, seitdem befindet sie sich im Privatbesitz der Familie Ludwig Weiß aus Fürstenfeldbruck. Die Familie Weiß renovierte im Laufe der Jahre sämtliche Gebäude einschließlich der Kapelle, bei deren Renovierung eine bis dahin verborgene bemalte Kassettendecke zum Vorschein kam. Über die von Ludwig Weiß gepflegte Kutschen- und Schlittensammlung, zu der auch ein 1860 gebauter gelber „Postomnibus“ für bis zu 10 Passagiere gehört, wurde in der Presse berichtet.